# Carrier Air Group SIX
Le premier Carrier Air Group (appelé ensuite Carrier Air Wing) à utiliser la désignation Carrier Air Group SIX a été créé le 15 mars 1943. Il a été constitué à partir des escadrons de l'Enterprise Air Group qui avait été dissous le 1er septembre 1942 et initialement affecté à l'USS Enterprise (CV-6). En raison de la manière dont l'US Navy détermine la lignée de l'unité, dans laquelle la lignée d'une unité commence à son établissement et se termine à sa dissolution, l'Enterprise Air Group et le Carrier Air Group SIX sont deux unités séparées et distinctes et ne partagent pas une lignée.

## Composition
Le groupe aérien était divisé en trois escadrons. Les escadrons ont été désignés en fonction de leur rôle, et tous ont reçu le numéro d'unité Six, dérivé du numéro de coque de l'Enterprise.
- Bombing Six (VB-6) était équipé du bombardier en piqué Douglas SBD-2 Dauntless,
- Fighting Six (VF-6), de l'avion de chasse Grumman F4F-3 Wildcat,
- Torpedo Six (VT-6), du bombardier-torpilleur Douglas TBD Devastator,

### Opérations durant la seconde guerre mondiale
| 0pérations du Carrier Air Group SIX | 0pérations du Carrier Air Group SIX                               | 0pérations du Carrier Air Group SIX      | 0pérations du Carrier Air Group SIX | 0pérations du Carrier Air Group SIX | 0pérations du Carrier Air Group SIX | 0pérations du Carrier Air Group SIX |
| Période                             | Porte-avions                                                      | Opération                                | Escadron                            | Escadron                            | Escadron                            | Escadron                            |
| Période                             | Porte-avions                                                      | Opération                                | Chasseur                            | Bombardier                          | Torpilleur                          | Eclaireur                           |
| ----------------------------------- | ----------------------------------------------------------------- | ---------------------------------------- | ----------------------------------- | ----------------------------------- | ----------------------------------- | ----------------------------------- |
| 10 Novembre 1943 9 Décembre 1943    | USS Enterprise (CV-6) (Fast Carrier Task Force)                   | Operation Galvanic (Bataille de Tarawa)  | VF-6                                | VB-6                                | VT-6                                |                                     |
| Décembre 1943 22 Mars 1944          | USS Intrepid (CV-11) (Task Force 58)                              | Operation Flintlock, Opération Hailstone | VF-6 VF(N)-78                       | VB-6                                | VT-6                                |                                     |
| 9 Mars 1945 11 Avril 1945           | USS Hancock (CV-19) (Task Force 58)                               | Opération Iceberg (Bataille d'Okinawa)   |                                     |                                     |                                     |                                     |
| 13 Juin 1945 20 Juin 1945           | USS Hancock (CV-19) (Commander, Naval Air Forces (en) (COMAIRPAC) | atoll Wake                               |                                     |                                     |                                     |                                     |
| 1 Juillet 1945 15 Août 1945         | USS Hancock (CV-19) (Task Force 38)                               | Bombardements stratégiques sur le Japon  |                                     |                                     |                                     |                                     |

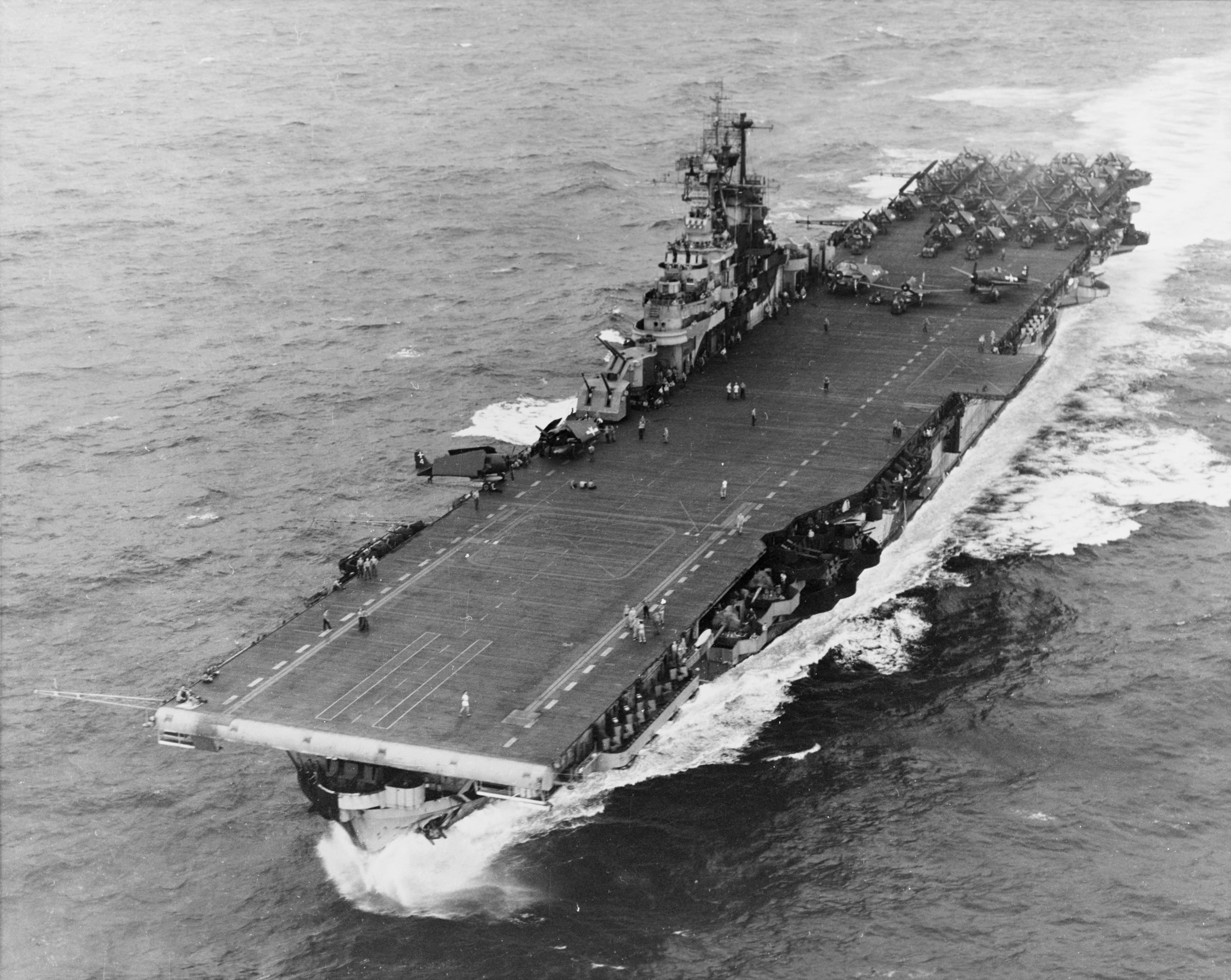
USS Intrepid en 1944

Avec l'USS Enterprise (CV-6), le groupe aérien a fourni un appui aérien rapproché au débarquement amphibie sur l'atoll de Makin (Bataille de Makin) du 19 au 21 novembre 1943. Après une lourde frappe des avions de la Task Force 50 contre l'atoll Kwajalein le 4 décembre, l'Enterprise CV-6 est retourné à Pearl Harbor le 9 décembre.
Il embarqua alors à bord du nouveau porte-avions de classe Essex USS Intrepid (CV-11) pour fournir un appui aérien aux débarquements amphibies sur l'atoll de Kwajalein (Bataille de Kwajalein) du 31 janvier au 3 février 1944. Ils participèrent également à une frappe aérienne massive contre la base navale japonaise des Îles Truk détruisant cinquante-cinq avions ennemis (douze dans les airs et quarante-deux au sol) et coulé cinq navires japonais. Neuf avions ont été perdus, avec neuf pilotes et quatre membres d'équipage morts ou portés disparus.

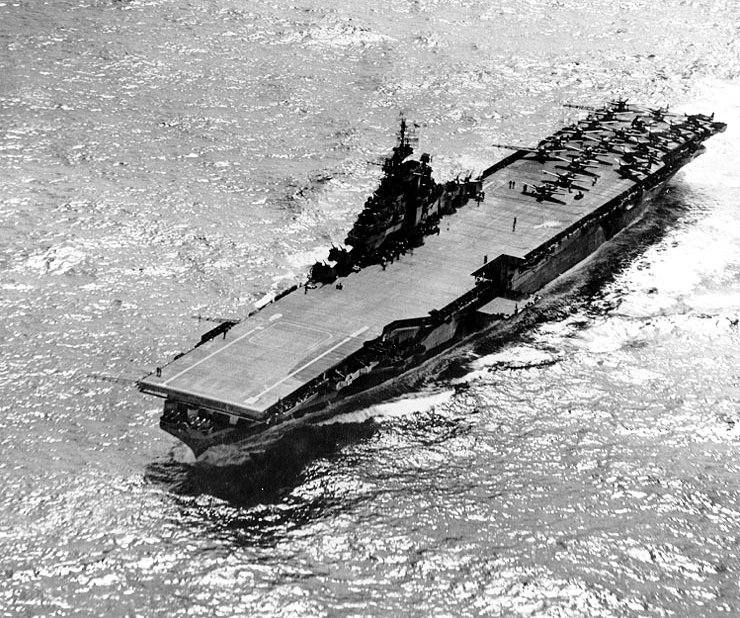
USS Hancock en 1944

Le 9 mars 1945, le Carrier Air Group Six est passé au nouveau porte-avions de classe Essex USS Hancock (CV-19) et a mené des frappes aériennes contre les aérodromes de Kyūshū, au sud-ouest de Honshū, et la navigation dans la mer intérieure de Seto au Japon le 18 mars. Du 23 au 27 mars, ils frappent les îles Nansei-shoto. Leurs dernières frappes en mars ont eu lieu le 31, lorsqu'ils ont frappé Minami Daito Jima et Kyūshū.
Le Carrier Air Group Six a ensuite fourni un soutien aérien pour l'invasion américaine d'Okinawa à partir du 1er avril jusqu'à ce qu'un avion kamikaze frappe le Hancock le 7 avril. Cela a forcé le porte-avions à quitter la ligne de bataille pour des réparations. Hancock et CAG Six sont revenus au combat le 13 juin et sont restés en mer jusqu'à la fin de la Seconde Guerre mondiale.
Le Carrier Air Group SIX a été dissous le 29 octobre 1945.

## Second Carrier Air Group à être désigné Carrier Air Group SIX
Le 1er septembre 1948, le CVBG-5 (qui avait été établi sous le nom de Carrier Air Group Seventeen (CVG-17), pendant la Seconde Guerre mondiale) fut renommé Carrier Air Group Six (CVG-6). Ce groupe aérien n'était pas lié au CVG-6 et a finalement été renommé Carrier Air Wing Six.

## Galerie
|                                           |
| Bombardiers sur Enterprise (CV-6) en 1942 |

|                                         |
| Chasseurs sur Enterprise (CV-6) en 1943 |

|                                                     |
| Bombardier-torpilleur sur Enterprise (CV-6) en 1942 |